# Lycée de garçons de Luxembourg
 (novembre 2016).
 (novembre 2016).
Le Lycée de garçons de Luxembourg (LGL) est un lycée classique situé dans le quartier du Limpertsberg à Luxembourg.

## Directeurs
- 1892-1894 : Gustave Zahn (Direkter ff)
- 1894-1906 : Gustave Zahn
- 1906-1916 : Nicolas Philippe
- 1917-1917 : François Manternach
- 1917-1940 : Gustave Faber
- 1945-1945 : Gustave Faber
- 1945-1955 : André-Paul Thibeau
- 1955-1961 : Alphonse Willems
- 1961-1971 : Henri Thill
- 1971-1988 : Édouard Simon
- 1989-2005 : Jean-Paul Pütz
- 2005-2016 : Bernard « Benn » Schroeder
- 2016- : Frank Eyschen

## Professeurs connus
- Paul Bisdorff
- Tony Bourg
- Robert Bruch
- Jules Christophory
- Jean Feltes
- Félix Glatz
- Pierre Hentges
- Ben Heyart
- Fernand Hoffmann
- Julien Hoffmann
- Lucien Koenig
- Jean Krier
- Mathieu Lamberty
- Camille Polfer
- Léopold Reichling
- Marcel Reuland
- Nicolas Ries
- Tit Schroeder
- Jules Speller
- Nicolas van Werveke

## Élèves connus
- Jules Hoffmann : Prix Nobel de physiologie ou de médecine en 2011
- Jean Asselborn
- Eugène Berger
- Claude Conter
- Hugo Gernsback
- Jean Octave
- Lé Tanson
- Egide Thein
- Vicky Krieps